# Alfredo Silvera Lima
Alfredo Enrique Silvera Lima (Montevideo, Uruguay, 26 de noviembre de 1918-15 de diciembre de 2006) fue un abogado y político uruguayo, quien se desempeñó como el primer ministro de Turismo entre 1986 y 1987.

## Primeros años
Nació en Montevideo el 26 de noviembre de 1918.
Cursó estudios en la Facultad de Derecho de la Universidad de la República, donde obtuvo el título de abogado en 1953.
Fue músico aficionado de jazz, presidente de la Peña de Jazz y organizador del Festival de Jazz de Punta del Este en 1961.
Integró entre otros los grupos Street Brothersy Davenport Five.Fue asimismo autor de canciones.

## Actividad en el Estado
Trabajó como asesor en el Ministerio de Industria y Comercio en 1967,siendo al año siguiente director general de Comercio Exterior.
Luego fue delegado del Ministerio de Industria y Comercio en negociaciones inteernacionales, delegado de INAC y del Centro de Tecnología y Productividad.
Fue contratado por UNCTAD-GATT para asistir en el proyecto de exportaciones de Paraguay, siendo también asesor de la Secretaría Técnica de URUPABOL.
Adherente a la Unión Colorada y Batllista, en las elecciones de 1971 fue segundo candidato al Senado en lista encabezada por Juan Adolfo Singer,la que obtuvo un escaño. 
Actuó como suplente de Singer en la Cámara de Senadores durante los últimos meses del año 1972, ingresando por primera vez en setiembre de dicho año.Dicha Legislatura resultó a la postre disuelta por el presidente Juan María Bordaberry mediante el golpe de Estado del 27 de junio de 1973.
En marzo de 1985 fue designado delegado del Poder Ejecutivo en la Comisión Interventora de la Compañía del Gas de Montevideo,cargo que sin embargo no aceptó.

## Ministro de Turismo
Creado el nuevo Ministerio de Turismo, el 2 de abril de 1986 el presidente Julio María Sanguinetti designó a Silvera Lima como su primer titular.
Su subsecretario fue inicialmente Fernando Crispo Capurro, cuyo alejamiento solicitó poco después por divergencias políticas dentro del pachequismo, siendo entonces reemplazado por Jorge Baliñas Barbagelata.
Su gestión en el ministerio fue objeto de cuestionamientos, entre otros, por parte del diputado del Partido Nacional Jorge Machiñena, por irregularidades que determinaron luego una observación del Tribunal de Cuentas.
Denunciando no haber recibido apoyo suficiente de la UCB, Silvera Lima renunció a su cargo de ministro exactamente un año después de haberlo asumirlo, el 2 de abril de 1987.Fue sucedido al frente de la cartera por José Villar Gómez.

## Vida personal. Fallecimiento
Contrajo matrimonio en 1962 con María Blanca Menéndez Silva,de quien enviudó. En 2006, con 87 años, volvió a contraer matrimonio con Mirta Olivera Castaño.
Alfredo Silvera Lima falleció en Montevideo el 15 de diciembre de 2006, poco después de cumplir 88 años de edad.